# 25367 Cicek
A 25367 Cicek (ideiglenes jelöléssel 1999 TC96) a Naprendszer kisbolygóövében található aszteroida. A LINEAR projekt keretében fedezték fel 1999. október 2-án.